# یواس‌اس ویدافنر (اس‌پی-۴۰۲)
یواس‌اس ویدافنر (اس‌پی-۴۰۲) (به انگلیسی: USS Vidofner (SP-402)) یک کشتی بود که طول آن ۵۸ فوت ۹ اینچ (۱۷٫۹۱ متر) بود. این کشتی در سال ۱۹۰۶ ساخته شد.